# Snoek
De snoek (Esox lucius) is een grote zoetwatervis uit de familie van de snoeken (Esocidae). Het is een van de roofvissen die in België en Nederland voorkomt. De snoek is daarnaast in delen van Europa, Azië en Noord-Amerika te vinden. Snoeken kunnen vijftien jaar oud worden.

## Voorkomen

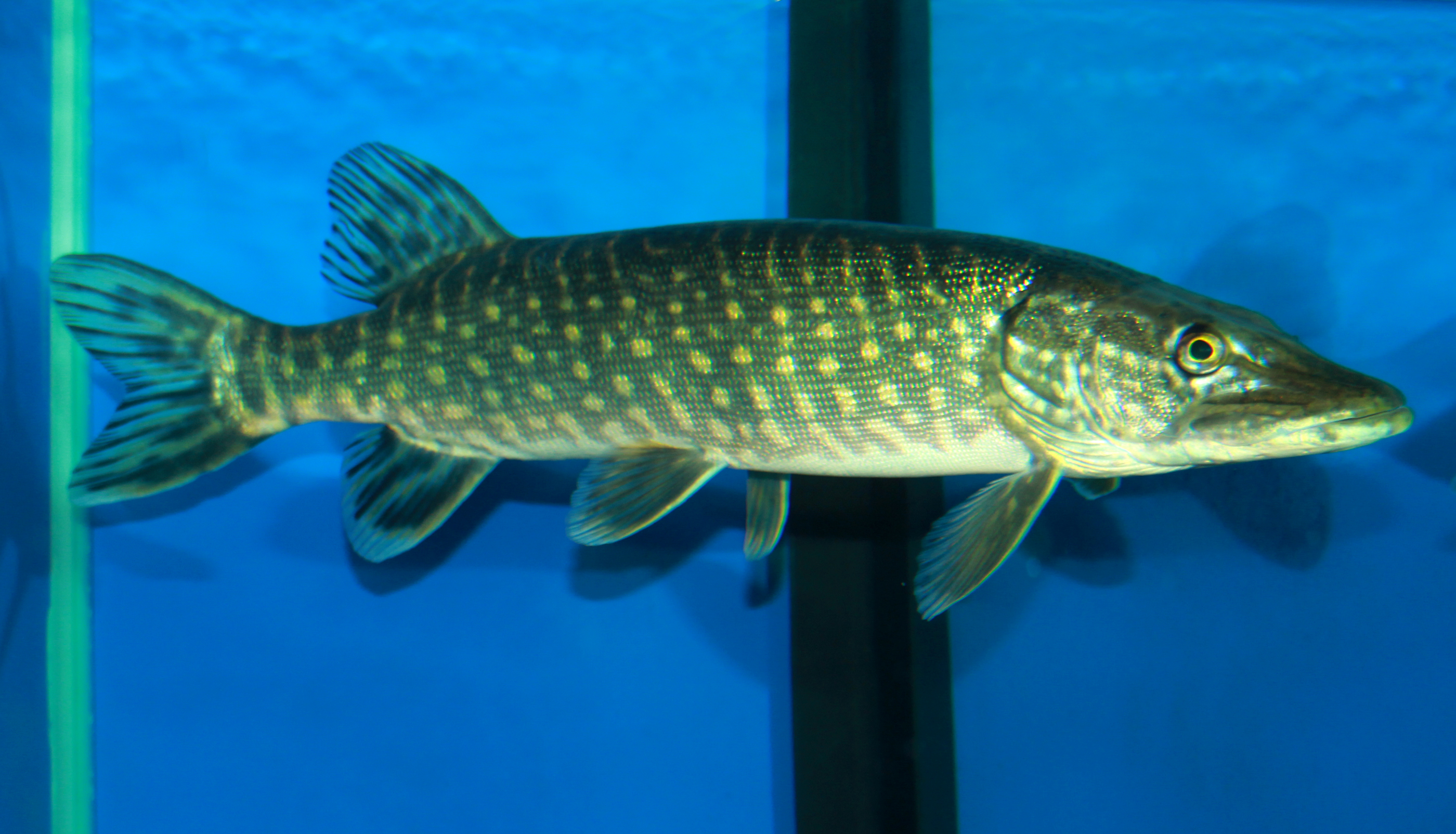
Een snoek op een vistentoonstelling in Praag

De snoek is een algemene soort in Nederland en België, en is te vinden in vrijwel alle binnenwateren. De vis leeft in zoet water, maar kan ook worden aangetroffen in brak water.
In Noord-Amerika komen naast de snoek (northern pike) ook andere soorten uit de familie Esocidae voor, waarvan met name de wat grotere en sterkere muskellunge (Esox masquinongy) noemenswaard is. Ook in de Amoer komt een snoeksoort voor, de Amoersnoek (Esox reichertii).

## Kenmerken
De snoek heeft een karakteristieke bouw; een zeer langwerpig, torpedo-achtig lichaam met kleine vinnen en een kenmerkende snavelachtige bek. De rug- en aarsvin zijn bijna symmetrisch en naar achteren geplaatst. De onderkaak is duidelijk langer dan de bovenkaak en steekt uit.
De kleur van de snoek is variabel, van groenbruin tot grijsbruin met goudkleurige stippen, vlekken of strepen op de flanken, de buik is geelwit. Hoe ouder de vis wordt, hoe meer hij zijn goudgele patronen verliest; oudere exemplaren zijn vaak egaal en donkerder van kleur. De vrouwtjes kunnen een lengte van 1,40 meter bereiken, terwijl de mannetjes niet groter worden dan ongeveer 85 cm.

### Voedsel
De snoek is een roofvis die voornamelijk leeft van vissen, maar ook kreeftachtigen en knaagdieren worden gegeten. Jonge watervogels worden van onderen belaagd en ook de soortgenoten en jongen van de snoek zijn niet veilig. De voorkeur van de snoek gaat echter uit naar vis, en met name zieke en verzwakte exemplaren die makkelijker zijn te vangen.
Zodra de prooi is gegrepen wordt deze zo gemanoeuvreerd dat de kop altijd als eerste naar binnen gaat, overigens net zoals bij slangen en met dezelfde reden. Als de snoek een behaarde, gevederde of gestekelde prooi zoals een stekelbaars andersom doorslikt dan kan de prooi door de tegengestelde veer- of haargroeirichting van de stekels vast komen te zitten.
Aan de anatomie van de kop is ook al te zien dat snoeken hun prooi vaak van onderen naderen. Ook het kleine snoekje op de afbeelding laat kenmerkend jachtgedrag zien. De snoek is goed in staat heel langzaam te sluipen en zijn positie in het water aan te passen, waarbij de rugvin en de borstvinnen kleine bewegingen maken. Voordat hij zijn schot inzet kromt hij zijn lichaam en gebruikt hij het oppervlak van staart-, rug- en aarsvin om zichzelf tegen af te zetten.
De snoek heeft ook een voorkeur voor relatief grote prooien, maar als in de zomer de kleine witvissen en baarzen in enorme hoeveelheden rondzwemmen kan de snoek ook tijdelijk op deze prooien overschakelen. Opvallend is ook dat snoeken graag baarzen eten, die toch flink beschermd lijken te worden door hun stekelige rugvin. Op plaatsen waar alleen stekelbaars en snoek voorkomen kan de snoek ook prima op een dieet van stekelbaars overleven.
De snoek is een vis die voornamelijk op het zicht jaagt. In een milieu waar het water te troebel is zal hij ondanks het ruime aanbod aan voedsel verdwijnen. Oudere dieren kunnen in troebel water (waar geen planten in kunnen groeien) nog wel jagen, maar voor de jongere dieren zijn er geen schuilplaatsen meer, wat ze een veel kleinere kans op overleven geeft.
Voor het vangen van prooien is de zijlijn van de snoek een belangrijk zintuig. Hiermee kan de snoek waterstroompjes zeer nauwkeurig waarnemen, zoals een zwemmende prooi. Bij een snoek zijn ook gaatjes in de kop te zien die deel uitmaken van het zijlijnsysteem (zie afbeeldingen).

## Voortplanting

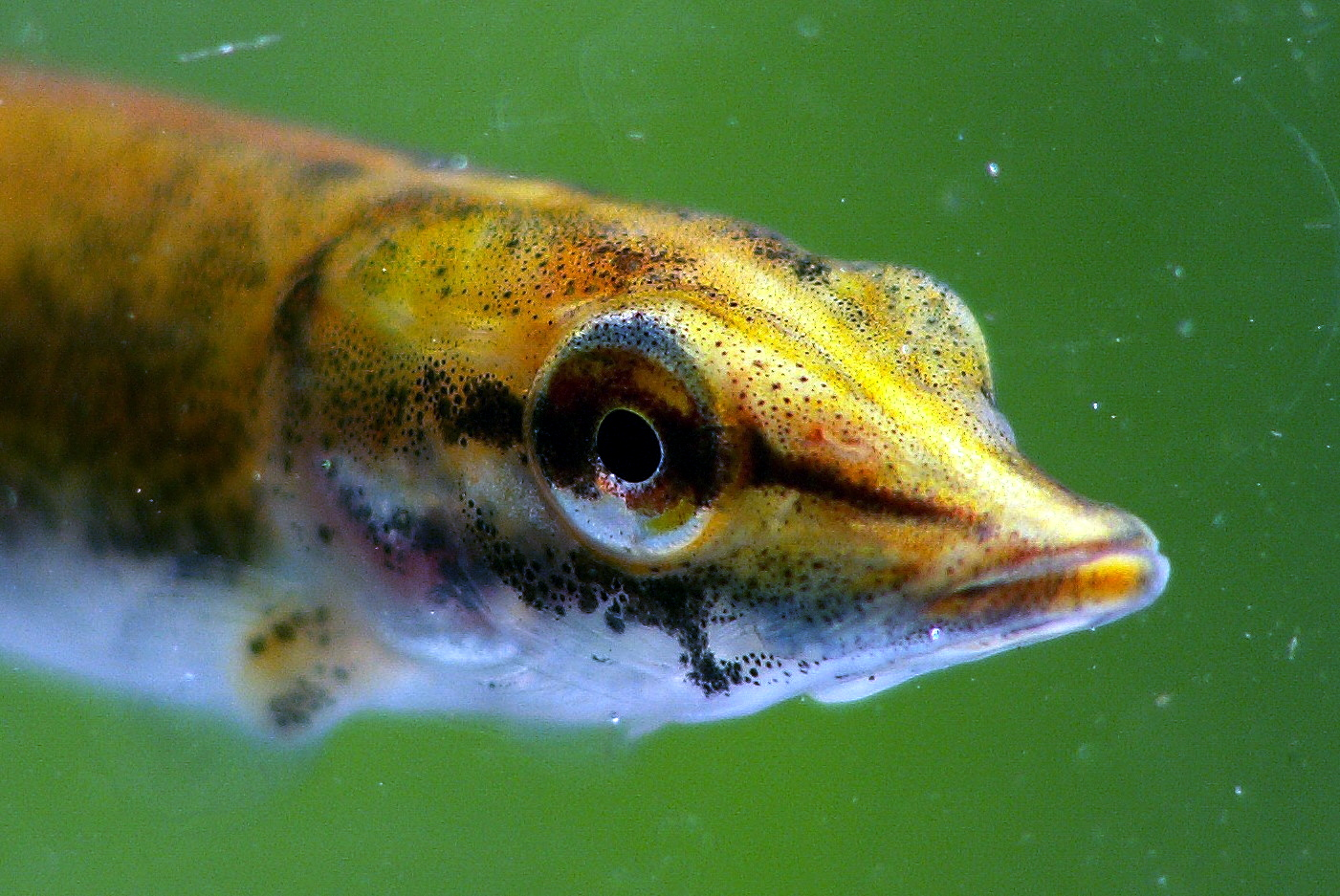
Jonge snoek van twee maanden

De snoek paart vroeg in het voorjaar, soms al in februari. De lichtgroene eitjes worden niet in nesten afgezet, maar in ondiepe wateren, bij voorkeur ondergelopen weilanden, onbeschermd tegen waterplanten geplakt. De mannetjes arriveren het eerst op de paaiplaats. Dezelfde snoeken zoeken altijd weer dezelfde paaiplaats op. De paai duurt enkele weken en de eieren worden in enkele perioden afgezet. Een vrouwtje produceert 15.000 tot 20.000 eieren per kg lichaamsgewicht. Het vrouwtje verlaat al het afzetgebied, het mannetje blijft langer, maar beschermt de eitjes niet.
De jonge snoeken groeien zeer snel en worden in het eerste seizoen al zo'n tien tot dertig centimeter lang. Mannetjes zijn na twee tot drie jaar volwassen, de grotere vrouwtjes na drie tot vier jaar.

## Milieu
Snoeken zijn kannibalistisch en kleine snoeken hebben genoeg beschutting nodig om veilig voor de andere snoeken op te kunnen groeien. Zelfs snoeken van 70 cm zijn niet veilig voor hun grotere soortgenoten. In gezond water is er altijd een reservoir van kleine snoekjes, verborgen in de waterplanten, die snel de opengevallen plaatsen van weggevangen snoek kunnen innemen.
Het is wel af te raden om grote snoek weg te vangen, omdat ze de populatie witvis beperkt houden, waardoor een natuurlijker ecosysteem met helderder water ontstaat. Er zijn wel voorbeelden van biomanipulatie waarbij snoeken groter dan 65 cm worden weggevangen, zodat er door het verminderde kannibalisme een grotere hoeveelheid middelgrote snoek kan leven. Op deze manier wordt getracht de witvisstand verder te beperken omdat veel kleine snoeken meer eten dan enkele grote snoeken. Hierdoor kan het water helderder worden doordat de predatie van witvis op het zoöplankton vermindert. Het zoöplankton filtert vervolgens meer (troebelheid veroorzakende) algen (fytoplankton) uit het water.
Snoeken kunnen in bijna alle wateren van Nederland worden gevonden, van de kleinste beekjes tot het IJ. Grote snoeken worden veel gevangen in zandafgravingen en in de grote rivieren. Voor het opgroeien is de snoek afhankelijk van beschutting door vegetatie en de jacht is het meest succesvol in helder water, zodat de meeste snoek gezien wordt in het ruisvoorn/snoek-watertype, het heldere en welig begroeide Hollandse polderwater.
Snoeken worden wel gegeten door visetende vogels, zoals aalscholvers, futen, reigers, zaagbekken, visarenden en ijsvogels.
Snoeken zijn door hun vroege paartijd feitelijk eiwitrijke voedselproducenten voor alle vissoorten waarop grotere snoeken jacht maken. Uit de massa eitjes en net uit het ei gekomen visjes wordt de tijdelijke leemte aan plankton weer aangevuld. Alleen al om die reden is het sparen van grote snoeken belangrijk voor de visstand van alle soorten. De grote van enkele kilo's zijn wijfjes die duidelijk aan polyandrie doen , tijdens het paren is zo'n matrona vergezeld van een groep mannetjes, waarvan verschillende in andere tijden op haar menu zouden staan.

## Visserij
In bezet Nederland tijdens de Tweede Wereldoorlog was de snoek een belangrijke aanvulling op het steeds kariger menu, vooral in die streken van Holland waar de polders onder water gezet waren om de geallieerden het landen te beletten.
In Nederland mag van 1 april tot de laatste zaterdag in mei (IJsselmeer: 31 mei) niet op snoek gevist worden. In het Vlaamse deel van België mag men de snoek niet bevissen tussen 1 maart en 31 mei. Als toch een snoek gevangen wordt als bijvangst in de gesloten periode, moet deze onmiddellijk teruggezet worden. Indien de lengte minder dan 45 centimeter is, moet de vis altijd teruggezet worden maar sinds 2014 is er een totaal meeneemverbod in heel België omdat de snoekpopulatie aan het afnemen is.

## Sportvisserij

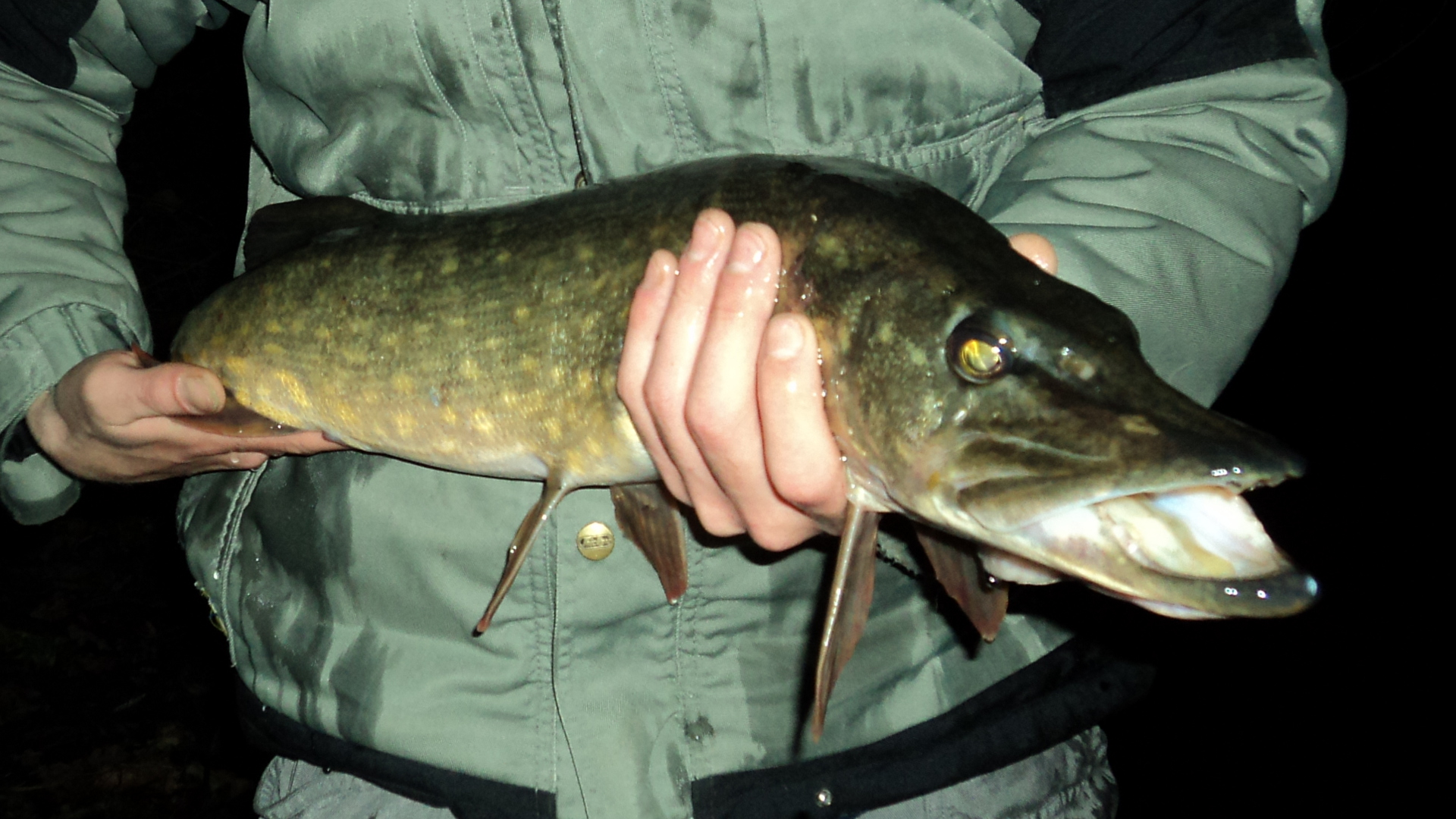
Snoek gevangen met een plug in België

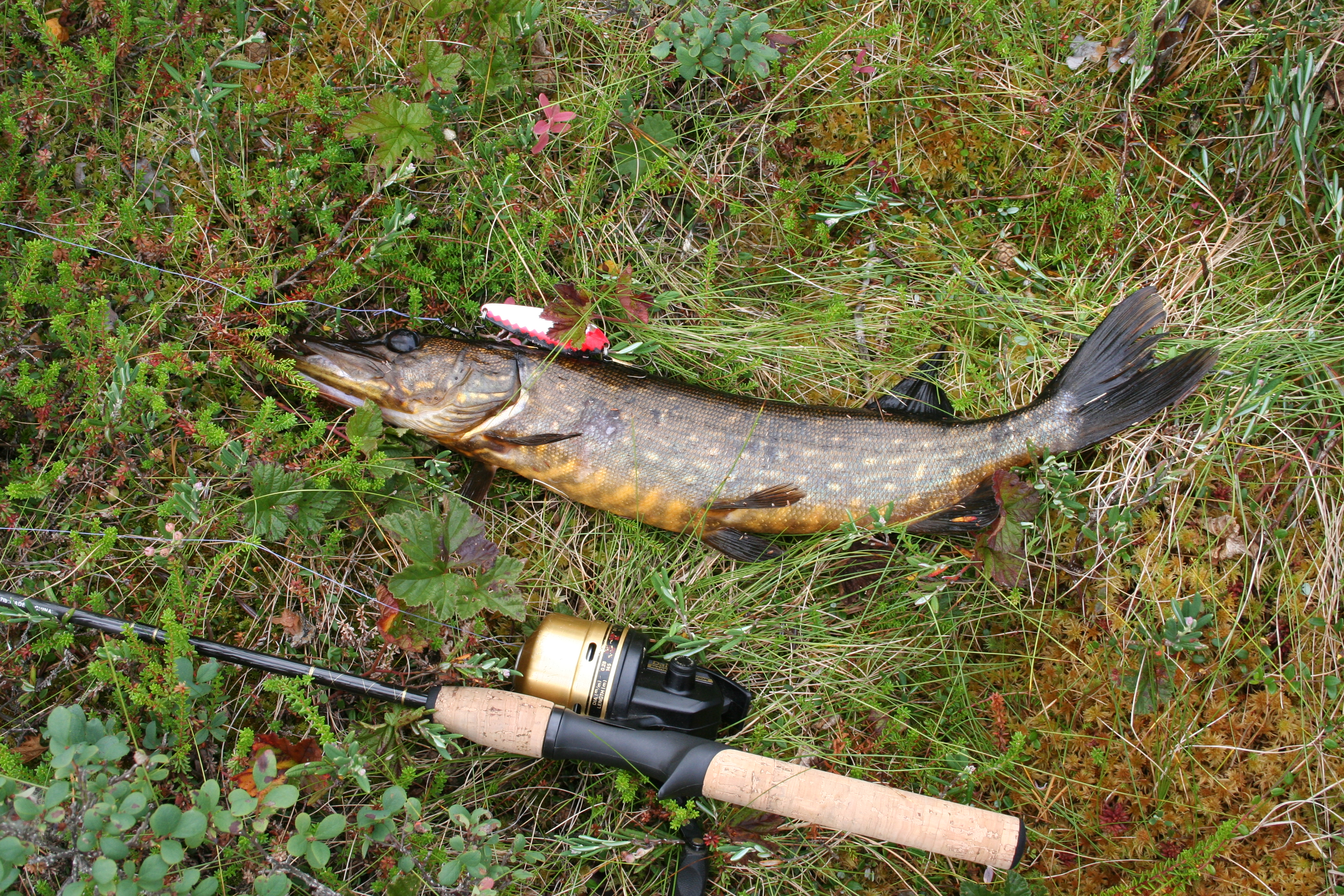
Een in Finland gevangen snoek

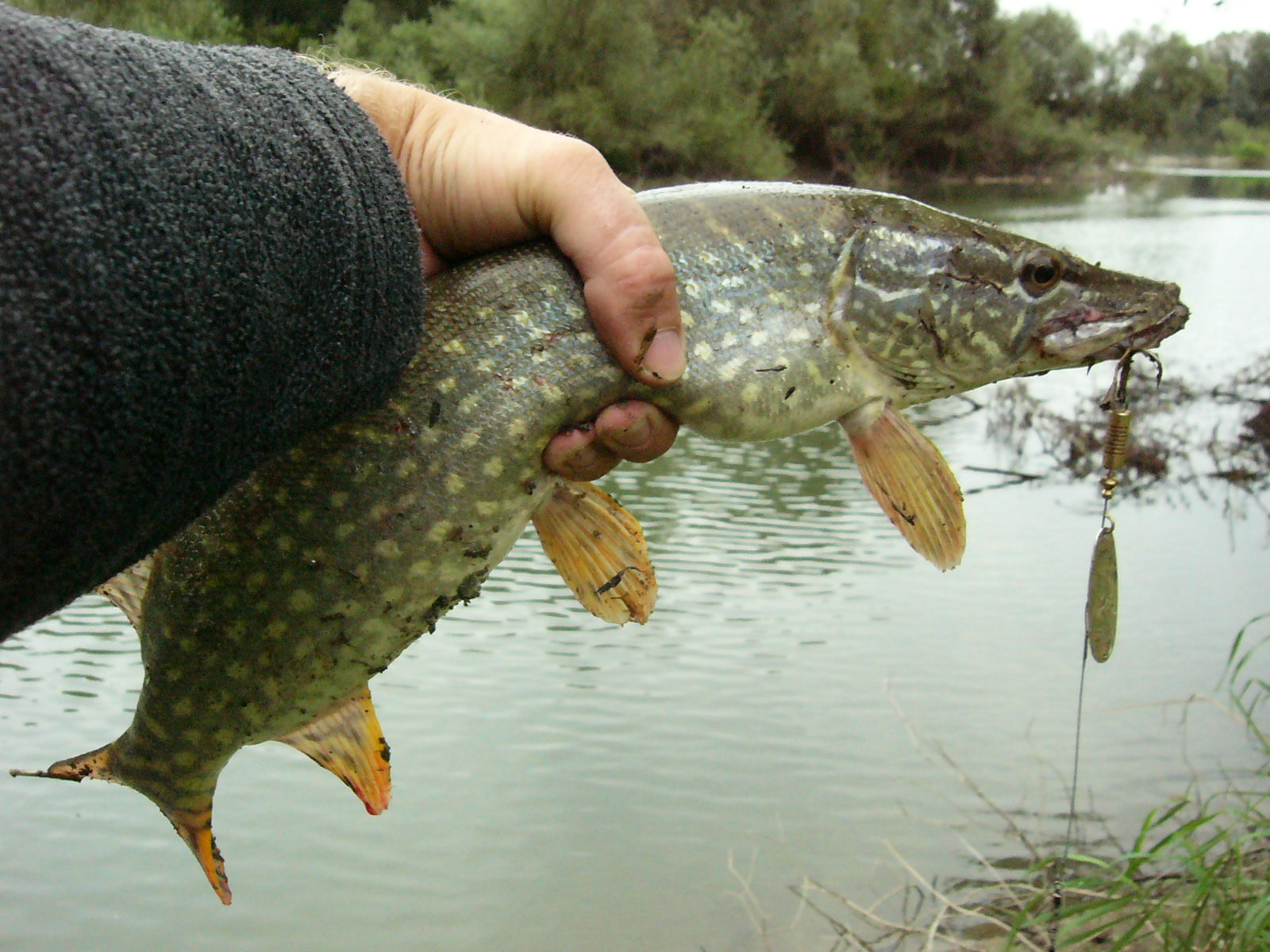
Een in Hongarije gevangen snoek

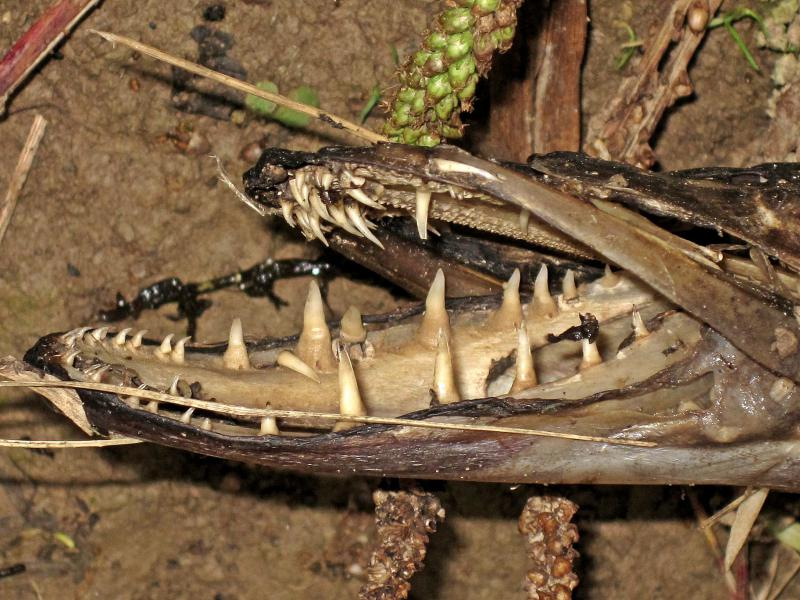
Tanden van een snoek

Sinds de eeuwwisseling is er een vrij intensieve sportvisserij op snoek. De vangmethoden zijn sterk gewijzigd sinds in de meeste Europese landen (in Nederland sinds 1997) niet meer met levend aas mag worden gevist.
Er wordt veel vanuit boten gevist met diverse technieken: de verticaalvisserij met shads of ratelaars, het werpen met pluggen of jerkbaits, of het slepen met pluggen, shads of spinners.
Vanaf de kant wordt ook veel met kunstaas gevist, met name met pluggen en spinners. Maar met een shad is het ook mogelijk. Deze techniek wordt dan kanticalen of diagonalen genoemd en is dus eigenlijk hetzelfde als het verticalen vanaf de boot. Maar ook de dropshottechniek wil weleens een snoek opleveren. De snoek wordt dan veel gevonden bij kenmerkende structuren, zoals duikers, kruisingen of uiteinden van sloten, rietkragen, overhangende bomen en bruggen. 's Winters worden vaak diepere stukken opgezocht waarbij de snoek zich in de buurt van grote scholen rustende prooivis ophoudt.
Op grote wateren worden vaak plantenbedden opgezocht of structuren zoals autowrakken. Heel grote snoeken zijn 's zomers ook wel midden in de waterkolom op groot water aan te treffen. Deze grote snoeken zijn erg mobiel en volgen de scholen prooivis.
Een succesvolle manier om vanaf de kant op grote snoek te vissen is met dood aas (vaak vette zeevis als haring, sardien of makreel), dat liggend kan worden gevist of zwevend onder een dobber bevestigd kan worden, waarbij grotere oppervlakten afgevist kunnen worden.
Vooral grote snoeken zijn goed met dode sterk geurende zeevis te vangen, die ze met hun reukorgaan vrij snel weten te vinden.
Bij het vissen is het van belang om onderlijnen te gebruiken die niet doorgesneden kunnen worden door de vlijmscherpe tanden.
Voor het onthaken is een telefoontang of speciale onthaaktang eigenlijk onontbeerlijk. Want de tanden in de bek van de snoek zijn zeer scherp en naar binnen gericht. De bek kan geopend worden door de snoek bij de overgang van de onderkant van de kieuwen naar de onderkaak vast te pakken (kieuwgreep). Met deze greep kunnen ook zeer grote snoeken goed met de hand geland worden (wel het lichaam met de hand ondersteunen) en wordt de vis minder beschadigd dan met een landingsnet. Denk bij het uitvoeren van de kieuwgreep aan om niet de vlijmscherpe kieuwbogen met de vingers te raken. Bij hoge temperaturen is de snoek erg kwetsbaar en moet ze zo snel mogelijk worden teruggezet, en ondersteund worden tijdens het recupereren.

## Trivia
- Snoek is ook een bijnaam voor de Citroën ID/DS.